# Goeree-Overflakkee
Goeree-Overflakkee és una illa i municipi del sud-oest d'Holanda del Sud, als Països Baixos. És envoltada pel Mar del Nord, la Haringvliet, el Volkerak i el Llac de Grevelingen. La població més gran és Middelharnis; altres poblacions són Ouddorp, Dirksland i Oude Tonge. Els habitants sovint es refereixen a l'illa com a Flakkee o Overflakkee. El març de 2015 tenia 48.237 habitants.
Goeree-Overflakkee està connectada amb Hoeksche Waard i el Brabant del Nord pel dic de Hellegat. El dic de Grevelingen i el dic de Brouwer fan la connexió amb Schouwen-Duiveland. El dic de Haringvliet va fins a Voorne-Putten. El punt més alt de l'illa es troba a 18,5 msnm.
El municipi es va crear amb la unió dels antics municipis de Goedereede, Dirksland, Middelharnis i Oostflakkee.

## Administració
A causa de la reestructuració del municipi el 2012, es van fer eleccions prèvies el 21 de novembre del 2012, que són vàlides fins al març de 2018. El 2014 es va fer una excepció per no haver-hi eleccions en aquest municipi. El consell municipal es compon de 29 escons. El partit amb més escons al consell municipal és el Partit Polític Reformat (SGP) amb nou escons. El consistori actual és dirigit per Ada Grootenboer-Dubbelman de la Crida Demòcrata Cristiana.
| \| Partit \| Escons \| \| ----------------------------------------------------- \| ------ \| \| Partit Polític Reformat (SGP) \| 9 \| \| Partit Popular per la Llibertat i la Democràcia (VVD) \| 4 \| \| Partit del Treball (PvdA) \| 4 \| \| ChristenUnie \| 4 \| \| Crida Demòcrata Cristiana (CDA) \| 3 \| \| VKGO \| 3 \| \| Eil.v.Vrijheid \| 1 \| \| GOS \| 1 \| \| Total \| 29 \| |        |
| Partit | Escons |
| Partit Polític Reformat (SGP) | 9      |
| Partit Popular per la Llibertat i la Democràcia (VVD) | 4      |
| Partit del Treball (PvdA) | 4      |
| ChristenUnie | 4      |
| Crida Demòcrata Cristiana (CDA) | 3      |
| VKGO | 3      |
| Eil.v.Vrijheid | 1      |
| GOS | 1      |
| Total | 29     |

## Esports
El 2010, tant el Giro d'Itàlia com el Tour de França van passar per Goeree-Overflakkee. El 2015, el Tour de França hi va passar un altre cop.